# Castellería
El castellaje, castellería, retenencia o mena era un antiguo impuesto de naturaleza indirecta, establecido durante la Edad Media en el reino de Castilla, que podía gravar los aprovechamientos de pesca en los ríos propiedad del rey o del señor. El castellaje podía formar parte del pago a realizar por la utilización de bienes comunales junto con el montazgo (aprovechamiento de montes) o el herbazgo (aprovechamiento de pastos).
Durante la Edad Media, también se designaba como castellaje o castillería al impuesto que se gravaba para ayudar al sostenimiento y restauración de las murallas de las ciudades. En algunos casos, existía la obligación de la prestación del trabajo personal de los vecinos para participar en las obras de construcción o reparación de esas murallas.
Este impuesto podía ser eliminado a veces por los señores o reyes mediante la concesión de privilegios de franquicia, ya fuese como medida para facilitar la repoblación o como medio de pago de alguna deuda.